# Sárkány Dávid
Sárkány Dávid (1700 körül – Miskolc, 1762. szeptember 18.) református lelkész és főiskolai tanár.

## Élete
Tanulmányait Sárospatakon, ahol 1719. szeptember 13-án lépett a felső osztályba, és 1722-től Marosvásárhelyen végezte. Innét 1729-ben külföldre ment és ugyanebben az évben az utrechti, 1730-ban a franekeri egyetemre iratkozott be. Hazájába visszatérvén, 1731-ben radistyáni, 1733 végén mezőcsáti lelkész, 1734-ben pedig sárospataki bölcselettanár lett. Ezen állását De profanae eruditionis eximia utilitate in sacris című értekezésével foglalta el. 1758-ban nyugalomba vonult és Miskolcra költözött, ahol haláláig élt.

## Munkái
- Halotti magyar oratio Rádai Pál felett Losonczon 1733. Szent Mihály hava 20. napján. Hely n.
- Analytica Exegesis primae epistolae Joannis inter catholicas Epistolas Apostolorum, ab Ecclesia Christiana, semper habitae. Tiguri, 1757.
- Commentarius in tertiam S. Joannis epistolam. (Szintén Svájcban nyomtatták.)

Munkáinak nagy része kéziratban maradt.